# Сатурнін Тулузький

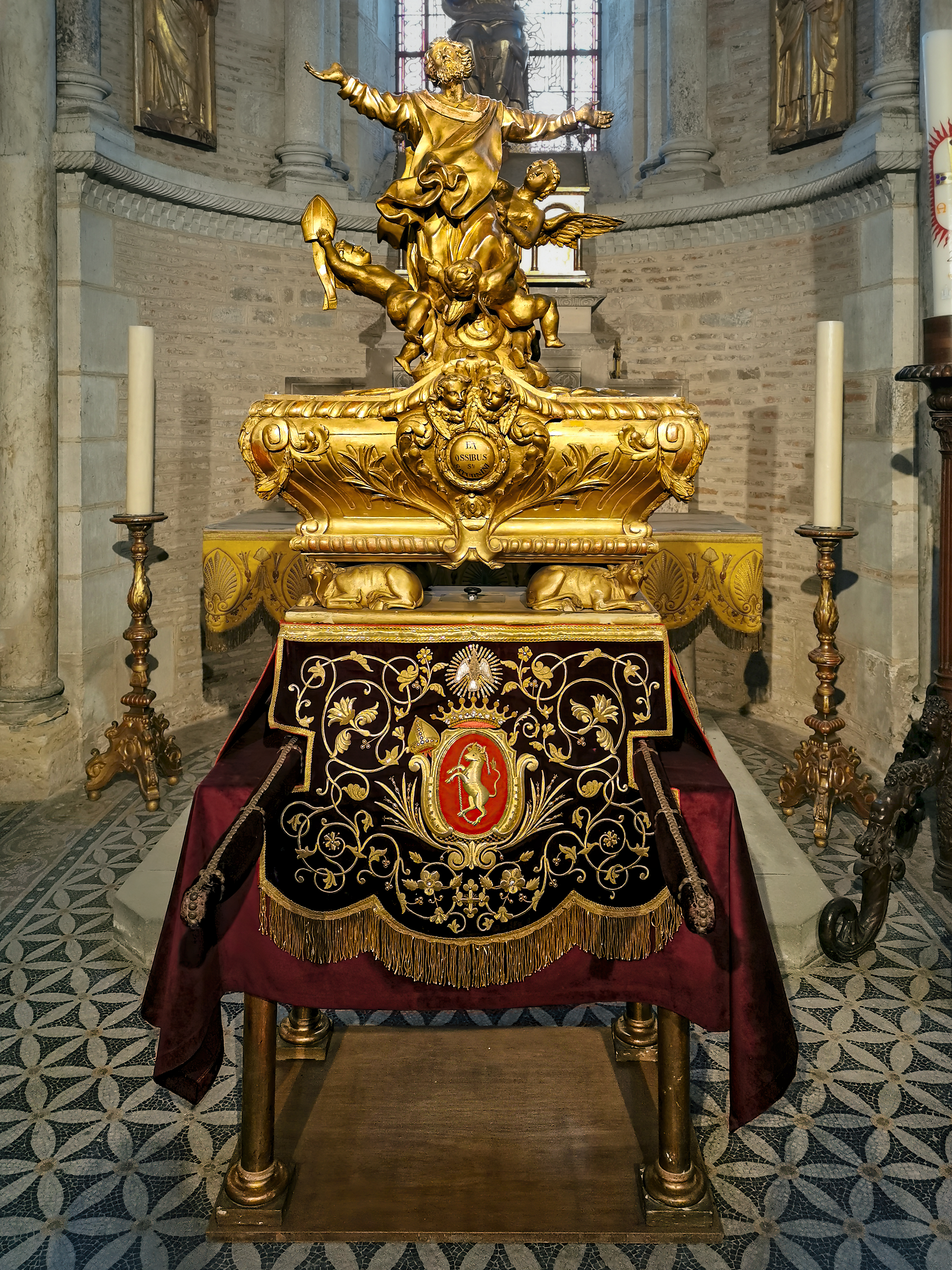
Гробниця-релікварій.

Сатурнін Тулузький (лат. Saturninus; ? — 250) — християнський святий III століття, перший єпископ Тулузи, мученик.
Вшановується в католицькій церкві (пам'ять 29 листопада) і в православній церкві (в лику священномучеників).

## Життєпис
Згідно з житієм Passio Saturnini («Мучеництво Сатурніна») невідомого автора V століття Сатурнін прийшов до Тулузи зі Сходу і заснував тут першу єпархію. Сатурнін викликав гнів язичників тим, що відмовився приносити жертву Юпітеру Капітолійському. Сатурніна засудили до страти через розривання двома биками. Цю страту описано в XIII столітті в книзі Якова Ворагінського «Золота легенда». Останки Сатурніна, поховані християнками, виявлено в VI столітті і розміщено в базиліці святого Сатурніна в Тулузі.

## Уславлення
Вшанування святого Сатурніна було поширеним у середньовічних Франції та Іспанії. День пам'яті в католицькій церкві — 29 листопада.
Святому Сатурніну присвячені базиліка Святого Сатурніна (Сан-Сернен) у Тулузі, церква Святого Сатурніна в Памплоні та вівтар церкви Сан-Серні-де-Нагол в Андоррі.
Вшановувався місцево в православній церкві. 9 березня 2017 року рішенням Священного синоду Російської православної церкви ім'я «священномученика Сатурніна, першого єпископа Тулузького» внесено до святців Російської православної церкви, що означає загальноцерковну канонізацію.

## Джерело
- Житіє святого Сатурніна в «Золотій Легенді»(англ.)